# Чорба, Фёдор Фёдорович
Фёдор Чорба (24 января 1946, Берегово, Закарпатская область, УССР, СССР) — советский футболист. Атакующий защитник. Играл за «Буковину» (Черновцы), запорожский «Металлург» и «Карпаты» (Львов). Провёл более 450 официальных матчей в составе различных команд. Мастер спорта СССР.

## Биография
В футбол начинал играть в 1965 году в черновицкой «Буковине» во второй союзной лиге, в 1968 году стал с черновицкой командой серебряным призёром чемпионата УССР. Всего за «Буковину» провёл более 200 матчей. В 1971 году был приглашён в запорожский «Металлург», в составе которого провёл 75 матчей (67 в первой лиге чемпионата СССР и 8 в кубке). В 1973 году перешел в «Карпаты» (Львов). Первая игра в форме «Карпат» — 7 апреля 1973 против «Зенита» (Ленинград). Пригласил Чорбу российский специалист Валентин Бубукин, а в следующем году на тренерский мостик вернулся Эрнест Юст, с которым были связаны наибольшие успехи «Карпат» предыдущих лет.
Фёдор Чорба стал одним из постоянных футболистов основы, а с сезона 1974 — штатным пенальтистом команды. Именно он забил единственный гол львовян в товарищеской игре против «Милана» во время итальянского турне «зелено-белых» в 1976 году (итог — 1:1). В том же году «Карпаты» провели лучшие сезоны за всё время выступлений в советской элите, дважды заняв 4-е место (в 1976 провели 2 чемпионата: весенний и осенний). Перед последним туром ситуация была такой, что в случае победы львовский клуб получил бы серебро, опередив «Динамо» (Тбилиси) и «Динамо» (Киев). «Карпаты» принимали «Зенит» в присутствии 36 тысяч болельщиков. Россияне быстро забили 2 гола, а шанс переломить игру получил Федор Чорба, благодаря пенальти. В тот чемпионат он выполнял 7 пенальти и все забил, но на «Дружбе» вратарь удар Чорбы взял. Это психологически надломило хозяев и в конце ленинградцы забили ещё и третий мяч — 0:3. Таким образом «Карпаты» очень ухудшили свою разность забитых и пропущенных мячей. В итоге: «Динамо» (Тбилиси) — «+4», «Карпаты» — лишь «+3». Так незабитый пенальти стоил «зелено-белым» бронзовых медалей. Подобного шанса в высшей лиге СССР клуб уже никогда не получил.

### Стиль игры
Левый атакующий под № 4 мог также сыграть и в полузащите. Он был выносливым футболистом с хорошими бойцовскими качествами, заряжённый на борьбу. Опытный игрок в последние годы в некоторых матчах был капитаном команды.

## Вне футбола
Учился в Львовском торгово-экономическом институте. Женился на единственной дочери Эрнеста Юста — Елене (по-венгерски Илона). По окончании выступлений переехал жить в Венгрию.